# Béatrice Picard
Pour les articles homonymes, voir Picard (homonymie).
 (octobre 2022).
Si vous disposez d'ouvrages ou d'articles de référence ou si vous connaissez des sites web de qualité traitant du thème abordé ici, merci de compléter l'article en donnant les références utiles à sa vérifiabilité et en les liant à la section « Notes et références ».
Béatrice Picard (née Marie Thérèse Béatrice Picard) est une actrice québécoise. Elle est née à Montréal, dans la paroisse Saint-Arsène du quartier de la Petite-Patrie, le 3 juillet 1929. Elle est la fille d'Arthur des Trois-Maisons dit Picard et de Béatrice Granger. Elle est connue pour ses rôles dans les téléséries Cré Basile, Symphorien, Les Brillant, ainsi que pour avoir prêté sa voix à Marge Simpson dans Les Simpson.

## Biographie
Béatrice Picard a joué dans plus de 40 films ou téléséries et s’est également illustrée à de nombreuses reprises au théâtre. 
C’est par le biais de la télévision que le public québécois a découvert Béatrice Picard grâce à sa participation à une trilogie télévisée de Germaine Guèvremont qui, pendant six ans, a largement influencé la programmation des années 1950 soit les feuilleton télévisés Le Survenant (1954-1957,1959-1960), Au chenal du moine (1957-1958) et Marie-Didace (1958-1959). Dans les années 1960, elle a confirmé sa popularité grâce à sa participation aux séries télévisées Le Petit monde du Père Gédéon, Cré Basile et Symphorien,.
Plus récemment, les téléspectateurs ont pu la voir dans les séries Virginie, Un gars, une fille et Miss Météo. Mais, depuis le début des années 2000, c’est au cinéma que Béatrice Picard est la plus active. Elle a joué notamment dans Le Nèg' de Robert Morin, Le Golem de Montréal réalisé par Isabelle Hayeur, Le Survenant, adaptation de la série télé culte réalisée par Érik Canuel, Idole Instantanée de Yves Desgagnés ou encore Dans les villes de Catherine Martin.
Raymond Bertin décrit en ces mots son style de jeu : « Son physique singulier, son faciès sévère lui donnent de l'autorité dans le drame ; sa vivacité. ses yeux pétillants lui confèrent une étonnante légèreté dans la comédie ». 
Béatrice Picard a prêté sa voix à Marge Simpson dans la version québécoise de la série télévisée Les Simpson de 1989 à 2023. Récemment, elle renouvelait cet exercice de doublage en prêtant sa voix à la grand-mère dans le long métrage d’animation La Véritable Histoire du Petit Chaperon rouge, sorti sur les écrans en 2006.
Elle a reçu le grade d’officière de l'Ordre national du Québec en 2012 pour honneur au peuple québécois.
L'Ordre du Canada lui a été décerné en 1989.

## Filmographie
- 1957 : Le Survenant (série télévisée) : Angélina
- 1957 : Au chenal du moine (série télévisée) : Angelina Desmarais
- 1958 : Marie-Didace (série télévisée) : Angélina Desmarais
- 1959 : Les 90 Jours : Laurette Gagnon
- 1960 : Le Petit Monde du Père Gédéon (série télévisée) : Ramona Plouffe
- 1962 : La Balsamine (série télévisée) : Léontine Villeneuve
- 1963 : Rue de l'anse (série télévisée) : Rosette Desgagnés
- 1965 : Cré Basile (série télévisée) : Alice Lebrun
- 1968 : Le Paradis terrestre (série télévisée) : Laurette Lesieur
- 1969 : Symphorien (série télévisée) : Mme Bellemare
- 1970 : L'Initiation
- 1972 : Les Indrogables
- 1973 : Taureau : Mme Larivee
- 1974 : Il était une fois dans l'Est : Robertine
- 1976 : Grand-Papa (série télévisée) : Cordélia
- 1976 : Du tac au tac (série télévisée) : Colombe Paradis
- 1977 : À cause de mon oncle (série télévisée) : Blanche Rioux
- 1980 : Les Brillant (série télévisée) : Mme Brillant
- 1980 : Boogie-woogie 47 (série télévisée) : Mme Dessaultes
- 1980 : Frédéric (série télévisée) : Mme de Persillé
- 1985 : Manon (série télévisée) : Edith Bédard
- 1987 : Le Sourd dans la ville
- 1990 : Cargo
- 1995 : Sous un ciel variable (série télévisée)
- 1996 : Virginie (série télévisée) : Alice
- 1997 : Un gars, une fille (série télévisée) : La belle-mère
- 2002 : Le Nèg' : Cedulie
- 2004 : Le Golem de Montréal : La grand-mère
- 2005 : Le Survenant : Mère d'Angélina
- 2005 : Idole instantanée : Simone
- 2005 : Miss Météo (téléfilm)
- 2005 : Il était une fois dans le trouble (série télévisée) : Grand-mère de Max
- 2007 : Ma tante Aline : Tante Aline
- 2015 : Le Scaphandrier : Madame Bilodeau
- 2016 : District 31 : Cécile Chicoine (2 épisodes)
- 2018 : Marguerite: Marguerite (court-métrage)
- 2023 : « Suzanne et Chantal » (court-métrage)
- 2023 : Frontières : Helena Messier

## Scène
- 2009 : S'Embrasent (Théâtre Bluff) Tournée: Québec, Europe 2009-2011
- 2011 : La persistance du sable (Théâtre Populaire d'Acadie et Théâtre du Tandem) Tournée Québec, Acadie 2011
- 2014 : Peter et Alice (Théâtre Jean Duceppe)
- 2017 : Harold et Maude (Théâtre Jean Duceppe)

## Doublage
- 1960 - 1966 : Les Pierrafeu (série télévisée) : mère de Délima
- 1974 : Heidi : Mademoiselle Rougemont
- 1989 - 2023 : Les Simpson (série télévisée) : Marge Simpson
- 1998 : La Belle et la Bête 2 : Le Noël enchanté : Mme Samovar
- 2000 : Dinosaure : Baylene
- 2006 : La Véritable Histoire du Petit Chaperon rouge : La grand-mère
- 2007 : Les Simpson, le film : Marge Simpson

## Prix et hommages
- 1958 : Miss Radio Télévision, titre remis dans le cadre du Gala des Splendeurs.
- 1989 : Décorée de l’Ordre du Canada
- 1990 : Nomination - Prix Gémeaux, catégorie meilleure interprétation premier rôle féminin : émission ou mini-série dramatique pour L'amour avec un grand A
- 1996 : Intronisée sur la Promenade des Stars à Montréal.
- 2007 : Nomination - Prix Génie, meilleure actrice pour Ma tante Aline
- 2012 : Décorée officière de l'Ordre du Québec[3]
- 2018 : Gagnante pour «Meilleure actrice internationale» au Short Shorts Film Festival & Asia pour Marguerite[6]
- 2018 : Gagnante pour «Meilleure actrice dans un court métrage» au Vancouver International Women in Film Festival pour Marguerite[6]